# 鲍拉萨
鲍拉萨（Bhaurasa），是印度中央邦德瓦斯县的一个城镇。总人口10405（2001年）。

## 人口
该地2001年总人口10405人，其中男性5382人，女性5023人；0—6岁人口1758人，其中男920人，女838人；识字率59.73%，其中男性为70.44%，女性为48.26%。